# Balabasavanahalli, Sira
Balabasavanahalli là một làng thuộc tehsil Sira, huyện Tumkur, bang Karnataka, Ấn Độ.